# メグスリノキ
メグスリノキ（目薬の木・目薬木、学名: Acer maximowiczianum）とはムクロジ科カエデ属の落葉高木である。日本固有種。山地に生える。チョウジャノキ、センリガンノキ、ミツバナ、ミツバハナともよばれる。カエデのなかまとしては珍しく、3枚の小葉で1枚の葉を構成する3出複葉が特徴で、秋は赤色に紅葉する。目や肝臓に効能がある木として昔から珍重された。

## 名称
和名「メグスリノキ」は漢字で「目薬の木」と書き、目の病気に効能があるとされたことに由来し、樹皮を煎じて洗眼薬としたことからこの名がある。別名や地方名では、センジュノキ、チョウジャノキ、センリガンノキ、ミツバカエデ、ミツバハナ、メアライノキともよばれている。中国名は「毛果槭」。

## 分布と生育環境
日本特産で、本州（宮城県・山形県以南）、四国、九州に分布する。宮城県南部が北限ともいわれている。山地に生え、主に標高700メートル (m) 付近に多く見られる。ただし、個体数は少ない。

## 形態・生態
落葉広葉樹の小高木から高木で、樹高は5 - 25 mになる。樹皮は灰色から灰褐色で滑らかで、縦に細かい筋が入り、のちに割れる。若い枝は毛が多い。葉は長さ5 - 13 cm程度で、3枚の小葉からなる3出複葉である。小葉は楕円形で、葉縁に鋸歯があり低くてにぶい。葉柄や葉身の裏側に剛毛が多数生えている。秋になると紅葉して赤色に色づき、紅葉し始めは緑色とサーモンピンクが重なったくすんだ色に染まる。個体や環境によっては、鮮やかな赤色になる。
花期は5月。雌雄異株。春の芽吹きと同時に花が咲き、広い花が枝先に2 - 3個つく。果期は10月。果実は翼果で、長さは4 - 5 cmと大きく毛が密生し、ブーメランのような形をしている。
冬芽は長楕円形で褐色の鱗芽で、芽鱗は縁が色濃く多数が重なり、毛が多い。枝先につく頂芽はよく頂生側芽を伴い、枝の側芽は対生する。葉痕はV字形で、維管束痕はカエデ類としては珍しく5 - 11個ある。

## 利用
紅葉が美しさが注目され、まれに庭木として植えられる。
樹皮、小枝、葉は乾燥させたものを煮出して、目と肝臓の調子を整える健康茶に利用する。春から夏のあいだに採取した葉は、生のまま天ぷらにして食べられる。昔から目の病気に使われていた。室町時代から江戸時代初期に評判となり、江戸時代は点眼薬や洗眼薬として用いられた。全国的に知られるようになったが、明治時代以降は西洋医学が浸透して存在が忘れられた。
フジグリーン社がメグスリノキの商品化を行った。創業者の柏倉実が、東京大学の技官山中寅文にすすめられたことが、開発のきっかけという（毎日新聞・栃木版、1996年12月10日「頑張ってます」）。
秩父の札所十三番慈眼寺は、メグスリノキを使った眼茶を販売している。

### 効用
樹皮にはロドデンドロール（ロドデノール）やエピロドデンドリン、トリテルペン、タンニン、ケルセチン、カテキンなど多くの有効成分が含まれており、眼病の予防・視神経活性化・肝機能の改善などの効果があることが星薬科大学の研究により実証された。
近年の実験で肝障害防護効果、アルドース還元酵素活性の阻害作用、メラニン産生抑制効果、抗炎症作用など多くの効用が証明されているがいまだ十分な検証が行われているとはいえず効用のメカニズムは解明されていない部分も多い。

### 民間療法
薬用とする部位は枝葉で、かすみ目、目の充血、緑内障、肝炎に使われる。
使用する場合は春から夏にかけて採取した樹皮または小枝を日干しし、1日量5 - 10グラム (g) を水600ミリリットル (mL) で半量まで煎じて3回に分けて服用する説、1日量15 - 20 gを水300 mLで3分の1まで煎じて服用する説。これには独特のにおいがあり、慣れていない場合は飲みづらいとされる。
目薬として用いる場合、樹皮を3 - 5 gを煎じた汁で洗う用法や、5 gぐらい砕いたものを茶碗に入れ熱湯を注ぎ、冷めてからその液の中で目を瞬きさせると、かすみ目や目の充血が治癒するという。メグスリノキだけで眼圧が下がる場合が多いといい、また肝炎にも効くといわれている。しかし、どのような体質の人によいかは、はっきりしない。

### 著名なメグスリノキ
- 杓子が入メグスリノキ（しゃくしがいりメグスリノキ）
  - 福島県喜多方市塩川町字中屋沢、幹周4.1 m、樹高20 m、樹齢300年。2001年に「森の巨人たち100選」に選定[16]。